# 募戀英雄
《募戀英雄-Stand My Heroes-》是由日本株式會社coly研發的一款女性向戀愛手機遊戲。遊戲的主要模式為「劇情+消消樂」。其日本版原作「スタンドマイヒーローズ-Stand My Heroes-」（簡稱スタマイ）上線於2016年9月5日。

## 登場人物

### 麻藥取締官
泉玲（聲：村井美里）

青山樹（聲：杉田智和）

由井孝太郎（聲：花江夏樹）

夏目春（聲：梶裕貴）

今大路峻（聲：浪川大輔）

關大輔（聲：前野智昭）

渡部悟（聲：鳥海浩輔）

### 警視廳
朝霧司（聲：柿原徹也）

菅野夏樹（聲：山谷祥生）

荒木田蒼生（聲：高塚智人）

服部耀（聲：江口拓也）

### Revel
檜山貴臣（聲：白井悠介）

大谷羽鳥（聲：內田雄馬）

神樂亞貴（聲：山下誠一郎）

槙慶太（聲：八代拓）

### 都築兄弟
都築誠（聲：武內駿輔）

都築京介（聲：西山宏太朗）

### 九條家
新堂清志（聲：增田俊樹）

山崎要（聲：山下大輝）

桐嶋宏彌（聲：中島良樹）

九條壯馬（聲：澤城千春）

宮瀨豪（聲：梅原裕一郎）

### 瀨尾研究所
可愛光（聲：下野紘）

寶生潔（聲：齊藤壯馬）

日向志音（聲：KENN）

早乙女郁人（聲：細谷佳正）

瀨尾鳴海（聲：子安武人）

## 電視動畫

### 主題曲
片頭曲「Thought I Knew ft.ra'z, Hayes」
填詞：Hayes，作曲：山田豐，主唱：YVY
片尾曲「Precious My Heroes」
填詞、作曲：Ryo Kishimoto，主唱：fox capture plan feat.宮本一粋

### 各話列表
| 話數 | 標題     | 劇本                     | 演出     | 作畫監督                       | 總作畫監督 |
| ---- | -------- | ------------------------ | -------- | ------------------------------ | ---------- |
| #1   | PIECE 1  | 原田沙耶香               | 石井久志 | 高橋敦子、水竹修治             | 高山由江   |
| #2   | PIECE 2  | ササキムリ               | 徳本善信 | 伊勢奈央子、池津寿恵           | 上田美由紀 |
| #3   | PIECE 3  | ハラダサヤカ             | 石井久志 | 佐野陽子、後藤孝宏 笛木優奈    | 高山由江   |
| #4   | PIECE 4  | ハラダサヤカ、ササキムリ | 石井久志 | 高橋敦子、水竹修治             | 入江健司   |
| #5   | PIECE 5  | ハラダサヤカ             | 白石道太 | 池津寿恵、後藤孝宏             | 石井明治   |
| #6   | PIECE 6  | ササキムリ               | 白石道太 | 河本美代子、安藤香春           | 入江健司   |
| #7   | PIECE 7  | ハラダサヤカ             | 石井久志 | 高橋敦子、水竹修治             | 冨田収子   |
| #8   | PIECE 8  | ササキムリ               | 白石道太 | 池津寿恵、安藤香春             | 入江健司   |
| #9   | PIECE 9  | ササキムリ               | 馬引圭   | 河本美代子、後藤孝宏、入江健司 | 冨田収子   |
| #10  | PIECE 10 | ハラダサヤカ             | 石井久志 | 高橋敦子、水竹修治             | 水竹修治   |
| #11  | PIECE 11 | ササキムリ               | 白石道太 | 石井明治、池津寿恵、安藤香春   | 冨田収子   |
| #12  | PIECE 12 | ハラダサヤカ             | 山本秀世 | 河本美代子、後藤孝宏、入江健司 | 冨田収子   |

### 藍光與DVD
| 卷數 | 發售日期       | 收錄話數        | 規格編號  | 規格編號  |
| 卷數 | 發售日期       | 收錄話數        | 藍光版    | DVD版     |
| ---- | -------------- | --------------- | --------- | --------- |
| 1    | 2019年11月27日 | 第1話 ~ 第3話   | SHBR-0585 | DASH-0038 |
| 2    | 2019年12月25日 | 第4話 ~ 第6話   | SHBR-0586 | DASH-0039 |
| 3    | 2020年1月29日  | 第7話 ~ 第9話   | SHBR-0587 | DASH-0040 |
| 4    | 2020年2月26日  | 第10話 ~ 第12話 | SHBR-0588 | DASH-0041 |

## 外部連結
- （日語）官方網站 （页面存档备份，存于）
- （日語）スタンドマイヒーローズ官方的X（前Twitter）
- （日語）電視動畫 PIECE OF TRUTH"官方網站 （页面存档备份，存于）
- （日語）電視動畫"スタンドマイヒーローズ PIECE OF TRUTH"的X（前Twitter）
- （日語）電視動畫"スタンドマイヒーローズ PIECE OF TRUTH"的Instagram帳戶